# 斯丹氏鱥
斯丹氏鱥為輻鰭魚綱鯉形目雅羅魚科鱥屬的魚類，分布於亞洲日本、朝鮮半島、西伯利亞淡水流域，本魚體延長且側扁，體色為紅褐色，魚鰭淡紅色，體中央有一條深色縱帶及一條淡黃色的的縱紋，從吻部沿著側線至尾柄，棲息在水質清澈、冰冷、礫石底質的水域，生活習性不明。